# Visiopass

Carte d'abonnement Visiopass datant de 1990 exploitant le contrôle d'accès EuroCrypt.

Visiopass désigne un appareil de réception TV par câble et par satellite analogique de norme D2 Mac intégrant un contrôle d'accès (télévision) européen EuroCrypt avec lecteur de carte à microprocesseur, exploité par France Télécom à partir de 1989, jusqu'à la fin des années 1990 et fabriqué par Philips.
La norme analogique D2-MAC est compatible avec le format d'image 16/9, la réception des signaux Haute Définition HD Mac et exploite le son stéréophonique numérique multicanal.
Le Visiopass est mis en location par un câblo-opérateur et opérateur télécom français pour la réception des signaux provenant des satellites TDF-1 puis TDF-2 mais ce type de technologie satellitaire est peu fiable et des pannes significativement graves vont progressivement affecter cette stratégie, d'autant plus que la technologie numérique est déjà dans les laboratoires, avec les normes MPEG et la future norme DVB initiée en 1994.
La norme D2 Mac est abandonnée à partir du milieu des années 1990, au profit de la norme numérique DVB.

## Contexte historique
Dès 1987, les pouvoirs publics français souhaitent faire adopter une norme de télévision censée remplacer la norme 625 lignes et le standard couleur SECAM. Un accord européen autour de la norme D2 Mac est défini, notamment avec l'Allemagne (de l'Ouest).
Les motifs d'économie de moyens et de rapidité de lancement opérationnel orientent les autorités vers la télédiffusion par satellite et la télédistribution par câble. Les premiers prototypes D2 Mac élaborés Thomson, Philips et le CCETT (futur France Télécom) sont dévoilés à la presse et aux médias, à la fin de l'année 1988 puis en 1990. France Télécom et Canal+ choisissent de développer leur terminaux - Visiopass pour l'un et Decsat pour l'autre - qui seront mis en location, alors que d'autres fabricants parmi lesquels Philips, Nokia ou Technisat commercialisent leur propre récepteur-décodeur D2 Mac. Pour la première fois en adoptant EuroCrypt, système d'embrouillage (cryptage) commun avec d'autres opérateurs, Canal+ concède que la carte d'abonnement seule pourra être utilisée dans des récepteurs-décodeurs D2 Mac vendus dans le commerce ou le décodeur Visiopass principalement destiné aux réseaux câblés.
Sur le câble, le Visiopass complète l'offre existante du bouquets de chaînes analogiques distribués à la norme L et au standard SECAM sur le câble. Le modèle Visiopass satellite est rapidement retiré du marché pour laisser Canal+ exploiter son décodeur Decsat ainsi qu'aux fabricants impliqués de commercialiser le leur.
Au milieu des années 1990, l'échec relatif de la norme D2 Mac et l'arrivée de la technologie numérique DVB accentue la disparition progressive du Visiopass. Dès lors, le Visiopass et la norme D2 Mac sont abandonnés bien que sur certains réseaux câblés, la diffusion et l'exploitation du Visiopass se poursuivent plusieurs années.